# ファミソン8BIT☆アイドルマスター
「ファミソン8BIT☆アイドルマスター」（ファミソンエイトビット☆アイドルマスター）は、2008年3月25日から5pb.Recordsよりリリースされているゲーム『THE IDOLM@STER』の企画アルバムシリーズ。
2008年1月に発表。懐かしのナムコの曲をアイドルマスターのアイドル達が歌う、というコンセプトのシリーズ。オールドゲームのBGMのリミックスにアイドルマスターの歌を乗せた曲の他、ゲームBGMベースの新曲も収録されている。ジャケットイラストは明音が担当。

## 01 高槻やよい / 双海亜美・真美
収録曲
1. 765ワールド☆オープニング（Ver.01） 〜『GO MY WAY!!』より〜
作曲・編曲：NBGI（神前暁）、アレンジ：KPLECRAFT
2. 765ワールドへようこそ （Ver.01）【ドラマ】 〜『GO MY WAY!!』より〜
3. GO MY WAY!!（『ワンダーモモ』ファミソン8BIT MIX）
歌：高槻やよい（仁後真耶子）・双海亜美／真美（下田麻美）
作詞：yura、作曲・編曲：NBGI（神前暁）、アレンジ：KPLECRAFT
4. アトラクション『パックマン』【ドラマ】
5. Labyrinth（『パックマン』NEW SONG）
歌：高槻やよい（仁後真耶子）
作詞：GeorgeA & NanaerikA-PROJECT、作曲・編曲：NBGI（甲斐敏夫）、編曲：Uraken
6. おはよう!! 朝ご飯（『ドルアーガの塔』ファミソン8BIT MIX）
歌：高槻やよい（仁後真耶子）・双海亜美／真美（下田麻美）
作詞：中村恵、作曲・編曲：NBGI（佐々木宏人）、アレンジ：ZUNBA kobayashi
7. アトラクション『リブルラブル』【ドラマ】
8. L<>R（『リブルラブル』NEW SONG）
歌：双海亜美／真美（下田麻美）
作詞：中村恵、作曲・編曲：NBGI（大野木宣幸）、編曲：佐々木宏人
9. ポジティブ!（『マッピー』ファミソン8BIT MIX）
歌：高槻やよい（仁後真耶子）・双海亜美／真美（下田麻美）
作詞：NBGI（mft）、作曲・編曲：NBGI（中川浩二）、アレンジ：KPLECRAFT
10. 765ロボット…?【ドラマ】
11. エージェント夜を往く（Hoover＆Acid MIX）
歌：双海亜美／真美（下田麻美）
作詞・作曲・編曲：NBGI（LindaAI-CUE）、アレンジ：quad（luvtrax）
12. またのご来園を!（Ver.01）【ドラマ】
13. 765ワールド☆フィナーレ（ver.01）〜『GO MY WAY!!』より〜
14. GO MY WAY!!（オリジナル8BIT Instrumental）
作詞：yura、作曲・編曲：NBGI（神前暁）、アレンジ：KPLECRAFT
15. おはよう!! 朝ご飯（オリジナル8BIT Instrumental）
作詞：中村恵、作曲・編曲：NBGI（佐々木宏人）、アレンジ：KPLECRAFT
16. ポジティブ!（オリジナル8BIT Instrumental）
作詞：NBGI（mft）、作曲・編曲：NBGI（中川浩二）、アレンジ：KPLECRAFT

## 02  天海春香 / 星井美希
収録曲
1. 765ワールド☆オープニング（Ver.02）〜『私はアイドル♡』より〜
作曲・編曲：NBGI（佐々木宏人）、アレンジ：KPLECRAFT
2. 765ワールドへようこそ（Ver.02）【ドラマ】〜『私はアイドル♡』より〜
3. 私はアイドル♡（『ワルキューレの伝説』ファミソン8BIT MIX）
歌：天海春香（中村繪里子）・星井美希（長谷川明子）
作詞：中村恵、作曲・編曲：NBGI（佐々木宏人）、アレンジ：KPLECRAFT
4. アトラクション『メトロクロス』【ドラマ】
5. 強い女（『メトロクロス』NEW SONG）
歌：天海春香（中村繪里子）
中村曰く「カッコいい曲」であるが、レコーディングイ時ではカッコよさよりも可愛らしさを前面に出したという。なお中村は今までの曲と違うので、キャラと曲をシンクロさせるのに苦労したという[1]。
作詞：中村恵、作曲・編曲：NBGI（大野木宣幸）、編曲：佐々木宏人
6. 太陽のジェラシー（『オーダイン』ファミソン8BIT MIX）
歌：天海春香（中村繪里子）・星井美希（長谷川明子）
作詞：森由里子、作曲・編曲：NBGI（椎名豪）、アレンジ：KPLECRAFT
7. アトラクション『F/A』【ドラマ】
8. Shooting!!!（『F/A』NEW SONG）
歌：星井美希（長谷川明子）
作詞：GeorgeA & NanaerikA-PROJECT、作曲・編曲：NBGI（細江慎治）、編曲：Uraken
「強い女」同様「カッコいい曲」[1]。
9. relations（『ギャプラス』ファミソン8BIT MIX）
歌：天海春香（中村繪里子）・星井美希（長谷川明子）
作詞：NBGI（mft）、作曲・編曲：NBGI（中川浩二）、アレンジ：ZUNBA kobayashi
10. Sweets for you!【ドラマ】
11. THE IDOLM@STER（たろすけバスターNW MIX）
歌：天海春香（中村繪里子）・星井美希（長谷川明子）
作詞：中村恵、作曲・編曲：NBGI（佐々木宏人）、アレンジ：戸田宏武
12. またのご来園を!（Ver.02）【ドラマ】
13. 765ワールド☆フィナーレ（Ver.02）〜『私はアイドル♡』より〜
14. 私はアイドル♡（オリジナル8BIT Instrumental）
作詞：中村恵、作曲・編曲：NBGI（佐々木宏人）、アレンジ：KPLECRAFT
15. 太陽のジェラシー（オリジナル8BIT Instrumental）
作詞：森由里子、作曲・編曲：NBGI（椎名豪）、アレンジ：KPLECRAFT
16. relations（オリジナル8BIT Instrumental）
作詞：NBGI（mft）、作曲・編曲：NBGI（中川浩二）、アレンジ：KPLECRAFT

## 03 三浦あずさ / 秋月律子
収録曲
1. 765ワールド☆オープニング（Ver.03）〜『まっすぐ』より〜
作曲：朝日祭、作曲・編曲：NBGI（Yoshi）、アレンジ：KPLECRAFT
2. 765ワールドへようこそ（Ver.03）【ドラマ】〜『まっすぐ』より〜
3. まっすぐ（『フェリオス』ファミソン8BIT MIX）
歌：三浦あずさ（たかはし智秋）・秋月律子（若林直美）
作詞：朝日祭、作曲・編曲：NBGI（Yoshi）、アレンジ：KPLECRAFT
4. アトラクション『バベルの塔』【ドラマ】
5. Tower of Adventure（『バベルの塔』NEW SONG）
歌：秋月律子（若林直美）
作詞：UMII.Amyu.NanaerikA-PROJECT、作曲・編曲：NBGI（中潟憲雄）、編曲：Uraken
6. 魔法をかけて!（『妖怪道中記』ファミソン8BIT MIX）
歌：三浦あずさ（たかはし智秋）・秋月律子（若林直美）
作詞：中村恵、作曲・編曲：NBGI（佐々木宏人）、アレンジ：KPLECRAFT
7. アトラクション『源平討魔伝』【ドラマ】
8. 禁恋歌（『源平討魔伝』NEW SONG）
歌：三浦あずさ（たかはし智秋）
作詞：中村恵、作曲・編曲：NBGI（中潟憲雄）、編曲：佐々木宏人
9. 9:02pm（『ドラゴンバスター』ファミソン8BIT MIX）
歌：三浦あずさ（たかはし智秋）・秋月律子（若林直美）
作詞：yura、作曲・編曲：NBGI（Jesahm）、アレンジ：KPLECRAFT
10. 秘密兵器【ドラマ】
11. ポジティブ!（『スカイキッド』 MIX）
歌：三浦あずさ（たかはし智秋）・秋月律子（若林直美）
作詞：NBGI（mft）、作曲・編曲：NBGI（中川浩二）、アレンジ：Uraken
12. またのご来園を!（Ver.03）【ドラマ】
13. 765ワールド☆フィナーレ（Ver.03）〜『まっすぐ』より〜
14. まっすぐ（オリジナル8BIT Instrumental）
作詞：朝日祭、作曲・編曲：NBGI（Yoshi）、アレンジ：KPLECRAFT
15. 魔法をかけて!（オリジナル8BIT Instrumental）
作詞・作曲・編曲：NBGI（神前暁）、アレンジ：KPLECRAFT
16. 9:02pm（オリジナル8BIT Instrumental）
作詞：yura、作曲・編曲：NBGI（Jesahm）、アレンジ：KPLECRAFT

## 04 菊地真 / 萩原雪歩
収録曲
1. 765ワールド☆オープニング（Ver.04）〜『My Best Friend』より〜
作曲・編曲：NBGI（おおくぼひろし）、編曲：NBGI（大上昌子）、アレンジ：KPLECRAFT
2. 765ワールドへようこそ（Ver.04）【ドラマ】〜『My Best Friend』より〜
3. My Best Friend（『イシターの復活』ファミソン8BIT MIX）
歌：菊地真（平田宏美）・萩原雪歩（落合祐里香）
作詞：NBGI（uRy）、作曲・編曲：NBGI（おおくぼひろし）、編曲：NBGI（大上昌子）、アレンジ：KPLECRAFT
4. アトラクション『ディグダグ』【ドラマ】
5. EXCAVATE（『ディグダグ』NEW SONG）
歌：萩原雪歩（落合祐里香）
作詞：NanaerikA-PROJECT、作曲・編曲：NBGI（慶野由利子）、編曲：Uraken
6. First Stage（『ゼビウス』ファミソン8BIT MIX）
歌：菊地真（平田宏美）・萩原雪歩（落合祐里香）
作詞：中村恵、作曲・編曲：NBGI（佐々木宏人）、アレンジ：KPLECRAFT
7. アトラクション『ニューラリーX』【ドラマ】
8. ハリキリ★ラリー（『ニューラリーX』NEW SONG）
歌：菊地真（平田宏美）
作詞：NanaerikA-PROJECT、作曲・編曲：NBGI（大野木宣幸）、編曲：佐野信義
9. エージェント夜を往く（『ローリングサンダー』ファミソン8BIT MIX）
歌：菊地真（平田宏美）・萩原雪歩（落合祐里香）
作詞・作曲・編曲：NBGI（LindaAI-CUE、アレンジ：KPLECRAFT
10. 本日のお芝居【ドラマ】
11. relations（digno-pop MIX）
歌：菊地真（平田宏美）・萩原雪歩（落合祐里香）
作詞：NBGI（mft）、作曲・編曲：NBGI（中川浩二）、アレンジ：小林写楽
12. またのご来園を!（Ver.04）【ドラマ】
13. 765ワールド☆フィナーレ（Ver.04）〜『My Best Friend』より〜
14. My Best Friend（オリジナル8BIT Instrumental）
作詞：NBGI（uRy）、作曲・編曲：NBGI（おおくぼひろし）、編曲：NBGI（大上昌子）、アレンジ：KPLECRAFT
15. First Stage（オリジナル8BIT Instrumental）
作詞：中村恵、作曲・編曲：NBGI（佐々木宏人）、アレンジ：KPLECRAFT
16. エージェント夜を往く（オリジナル8BIT Instrumental）
作詞・作曲・編曲：NBGI（LindaAI-CUE）、アレンジ：KPLECRAFT

## 05 如月千早 / 水瀬伊織
収録曲
1. 765ワールド☆オープニング（Ver.05）〜『思い出をありがとう』より〜
作曲・編曲：NBGI（佐々木宏人）、アレンジ：KPLECRAFT
2. 765ワールドへようこそ（Ver.02）【ドラマ】〜『思い出をありがとう』より〜
3. 思い出をありがとう（『トイポップ』ファミソン8BIT MIX）
歌：如月千早（今井麻美）・水瀬伊織（釘宮理恵）
作詞：中村恵、作曲・編曲：NBGI（佐々木宏人）、アレンジ：KPLECRAFT
4. アトラクション『マッピー』【ドラマ】
5. 乙女心盗んで!（『マッピー』NEW SONG）
歌：水瀬伊織（釘宮理恵）
作詞：中村恵、作曲・編曲：NBGI（大野木宣幸）、編曲・佐々木宏人
6. Here we go!!（『ディグダグII』ファミソン8BIT MIX）
歌：如月千早（今井麻美）・水瀬伊織（釘宮理恵）
作詞：yura、作曲・編曲：NBGI（Jesahm）、アレンジ：KPLECRAFT
7. アトラクション『ドラゴンスピリット』【ドラマ】
8. Fly High!（『ドラゴンスピリット』NEW SONG）
歌：如月千早（今井麻美）
作詞：M.N & NanaerikA-PROJECT、作曲・編曲：NBGI（細江慎治）、編曲：Uraken
9. 蒼い鳥（『ドラゴンスピリット』ファミソン8BIT MIX）
歌：如月千早（今井麻美）・水瀬伊織（釘宮理恵）
作詞：森由里子、作曲・編曲：NBGI（椎名豪）、アレンジ：KPLECRAFT
10. サービスタイム【ドラマ】
11. GO MY WAY!!（Dream Match MIX）
歌：如月千早（今井麻美）・水瀬伊織（釘宮理恵）
作詞：yura、作曲・編曲：NBGI（神前暁）、アレンジ：quad（luvtrax）
12. またのご来園を!（Ver.05）【ドラマ】
13. 765ワールド☆フィナーレ（Ver.02）〜『思い出をありがとう』より〜
14. 思い出をありがとう（オリジナル8BIT Instrumental）
作詞：中村恵、作曲・編曲：NBGI（佐々木宏人）、アレンジ：KPLECRAFT
15. Here we go!!（オリジナル8BIT Instrumental）
作詞：yura、作曲・編曲：NBGI（Jesahm）、アレンジ：KPLECRAFT
16. 蒼い鳥（オリジナル8BIT Instrumental）
作詞：森由里子、作曲・編曲：NBGI（椎名豪）、アレンジ：KPLECRAFT

## BEST ALBUM + LIVE DVD
収録曲 Disc1
1. 765ワールド☆オープニング（BEST ALBUM ver.）
作曲・編曲：KPLECRAFT
2. 765ワールドへようこそ（BEST ALBUM ver.）【ドラマ】
3. Labyrinth（『パックマン』NEW SONG）
歌：高槻やよい（仁後真耶子）
4. L<>R（『リブルラブル』NEW SONG）
歌：双海亜美／真美（下田麻美）
5. 強い女（『メトロクロス』NEW SONG）
歌：天海春香（中村繪里子）
6. Shooting!!!（『F/A』NEW SONG）
歌：星井美希（長谷川明子）
7. Tower of Adventure（『バベルの塔』NEW SONG）
歌：秋月律子（若林直美）
8. 禁恋歌（『源平討魔伝』NEW SONG）
歌：三浦あずさ（たかはし智秋）
9. EXCAVATE（『ディグダグ』NEW SONG）
歌：萩原雪歩（浅倉杏美）
  - 本曲のみ萩原雪歩役の声優交代に伴い、オリジナルアルバム版と別音源となっている。
10. ハリキリ★ラリー（『ニューラリーX』NEW SONG）
歌：菊地真（平田宏美）
11. 乙女心盗んで!（『マッピー』NEW SONG）
歌：水瀬伊織（釘宮理恵）
12. Fly High!（『ドラゴンスピリット』NEW SONG）
歌：如月千早（今井麻美）
13. うれし・あやかし道中記（『妖怪道中記』NEW SONG）
歌：我那覇響（沼倉愛美）
作詞：後藤裕之、作曲・編曲：NBGI（川田宏行）、編曲：巽兄悟
14. 旅の途中で（『ワルキューレの伝説』NEW SONG）
歌：四条貴音（原由実）
作詞：mft、作曲・編曲：NBGI（川田宏行）
15. 飛べ! スカイキッド（『スカイキッド』NEW SONG）
歌：音無小鳥（滝田樹里）
作詞：中村恵、作曲・編曲：NBGI（小沢純子）、編曲：佐々木宏人
16. またのご来園を!（BEST ALBUM ver.） 【ドラマ】
17. エージェント夜を往く（Hoover＆Acid EXTRA 2008 ver. カラオケ）
18. GO MY WAY!!（Dream Match EXTRA 2008 ver. カラオケ）

収録曲 Disc2
1. Labyrinth（『パックマン』NEW SONG カラオケ）
2. L<>R（『リブルラブル』NEW SONG カラオケ）
3. 強い女（『メトロクロス』NEW SONG カラオケ）
4. Shooting!!!（『F/A』NEW SONG カラオケ）
5. Tower of Adventure（『バベルの塔』NEW SONG カラオケ）
6. 禁恋歌（『源平討魔伝』NEW SONG カラオケ）
7. EXCAVATE（『ディグダグ』NEW SONG カラオケ）
8. ハリキリ★ラリー（『ニューラリーX』NEW SONG カラオケ）
9. 乙女心盗んで!（『マッピー』NEW SONG カラオケ）
10. Fly High!（『ドラゴンスピリット』NEW SONG カラオケ）
11. うれし・あやかし道中記（『妖怪道中記』NEW SONG カラオケ）
12. 旅の途中で（『ワルキューレの伝説』NEW SONG カラオケ）
13. 飛べ! スカイキッド（『スカイキッド』NEW SONG カラオケ）
14. 765ワールドへようこそ（Ver.01）【ドラマ用BGM】～『GO MY WAY!!』より～
作曲・編曲：NBGI（神前暁）、アレンジ：KPLECRAFT
15. 765ワールドへようこそ（Ver.02）【ドラマ用BGM】～『私はアイドル♡』より～
作曲・編曲：NBGI（佐々木宏人）、アレンジ：KPLECRAFT
16. 765ワールドへようこそ（Ver.03）【ドラマ用BGM】～『まっすぐ』より～
作曲・編曲：NBGI（Yoshi）、アレンジ：KPLECRAFT
17. 765ワールドへようこそ（Ver.04）【ドラマ用BGM】～『My Best Friend』より～
作曲・編曲：NBGI（おおくぼひろし）、編曲：NBGI（大上昌子）、アレンジ：KPLECRAFT
18. 765ワールドへようこそ（Ver.05）【ドラマ用BGM】～『思い出をありがとう』より～
作曲・編曲：NBGI（佐々木宏人）、アレンジ：KPLECRAFT
19. アトラクション『パックマン』【ドラマ用BGM】
20. アトラクション『リブルラブル』【ドラマ用BGM】
21. アトラクション『メトロクロス』【ドラマ用BGM】
22. アトラクション『F/A』【ドラマ用BGM】
23. アトラクション『バベルの塔』【ドラマ用BGM】
24. アトラクション『源平討魔伝』【ドラマ用BGM】
25. アトラクション『ディグダグ』【ドラマ用BGM】
26. アトラクション『ニューラリーX』【ドラマ用BGM】
27. アトラクション『マッピー』【ドラマ用BGM】
28. アトラクション『ドラゴンスピリット』【ドラマ用BGM】

収録曲 Disc3
1. GO MY WAY!!（『ワンダーモモ』ファミソン8BIT カラオケ）
2. おはよう!! 朝ご飯（『ドルアーガの塔』ファミソン8BIT カラオケ）
3. ポジティブ!（『マッピー』ファミソン8BIT カラオケ）
4. 私はアイドル♡（『ワルキューレの伝説』ファミソン8BIT カラオケ）
5. 太陽のジェラシー（『オーダイン』ファミソン8BIT カラオケ）
6. relations（『ギャプラス』ファミソン8BIT カラオケ）
7. まっすぐ（『フェリオス』ファミソン8BIT カラオケ）
8. 魔法をかけて！（『妖怪道中記』ファミソン8BIT カラオケ）
9. 9:02pm（『ドラゴンバスター』ファミソン8BIT カラオケ）
10. My Best Friend（『イシターの復活』ファミソン8BIT カラオケ）
11. First Stage（『ゼビウス』ファミソン8BIT カラオケ）
12. エージェント夜を往く（『ローリングサンダー』ファミソン8BIT MIX）
13. 思い出をありがとう（『トイポップ』ファミソン8BI カラオケ）
14. Here we go!!（『ディグダグII』ファミソン8BIT カラオケ）
15. 蒼い鳥（『ドラゴンスピリット』ファミソン8BIT カラオケ）
16. THE IDOLM@STER（オリジナル8BIT カラオケ）
作曲・編曲：NBGI（佐々木宏人）、アレンジ：KPLECRAFT
17. 765ロボット【ドラマ用BGM】
18. ドジっ子【ドラマ用BGM】
19. 迷子【ドラマ用BGM】
20. 明るい【ドラマ用BGM】
21. 悲しい【ドラマ用BGM】
22. 穴【ドラマ用BGM】
23. 感動【ドラマ用BGM】
24. コングラチュレイション!【ドラマ用BGM】
25. 出現!【ドラマ用BGM】
26. 上品【ドラマ用BGM】
27. どうしよう【ドラマ用BGM】
28. 意地悪【ドラマ用BGM】
29. 反撃【ドラマ用BGM】
30. またのご来園を!【ドラマ用BGM】